# قتاد نجمي
القتاد النجمي أو قَفْعَاء الحَلِيب نبات اسمه العلمي Astragalus asterias Steven  وهو نوع أعشاب حولية من جنس القتاد.

## البيئة والانتشار
يكثر نبات قفعاء الحليب في المغرب العربي (المغرب والجزائر وتونس وليبيا) ومصر والباكستان.

## الأسماء العلمية المرادفة
- (باللاتينية: Astragalus asterias Steven)
- (باللاتينية: Astragalus asterias Steven subsp. asterias)
- (باللاتينية: Astragalus asterias subsp. radiatus (Batt.) Greuter)
- (باللاتينية: Astragalus cruciatus subsp. radiatus Batt.)
- (باللاتينية: Astragalus pseudostella Delile (1826))
- (باللاتينية: Astragalus trabutianus Batt.)
- (باللاتينية: Astragalus radiatus Bunge (1868))[4]